# Мамели, Роберта
Роберта Мамели (итал. Roberta Mameli) — итальянская певица (сопрано), выступает на оперной и камерной сцене.

## Биография
Место рождения певицы — Рим. Она получила музыкальное образование как скрипачка (окончила Scuola Civica в Кремоне) и по классу вокала (окончила Conservatorio di Musica G. Nicolini в Пьяченце).
Среди наставников Роберты Мамели в вокальном мастерстве: известная своими интерпретациями музыки барокко Роберта Инверницци, тенор Уго Бенелли, специализирующийся на оперном репертуаре классицизма и романтизма, исполнители партий в операх-буфф тенор Клаудио Дездери и бас Энцо Дара. Дебютировала в качестве певицы в Оперном театре Александрии, исполнив заглавную партию в опере Пёрселла «Дидона и Эней». C тех пор выступала на многих крупных концертных и оперных сценах: Konzerthaus в Вене, Concertgebouw в Амстердаме, Cité de la Musique в Париже, Velodrom Theatre в Регенсбурге. Выступала с сольными концертами в Белфасте, Женеве, Бухаресте, Праге, Дортмунде, Киеве (на фестивале AVE VERDI с ансамблем La Venexiana) и других городах.
Роберта Мамели ведёт активную концертную деятельность. Среди дирижёров, с которыми она активно сотрудничает: Клаудио Аббадо, Жорди Саваль, Вернер Эрхардт, Энрико Гатти, Пол Гудвин, Кристофер Хогвуд… В ноябре 2014 года выступила с ансамблем «L’arte del mondo» под управлением Вернера Эрхардта в Большом зале Санкт-Петербургской филармонии на концерте фестиваля «Серебряная лира» (в программе звучали произведения барокко и классицизма).
Роберта Мамели известна активным участием в фестивалях старинной музыки. Среди них: Anima Mundi Festival в Пизе, Grandezze e Meraviglie Festival в Модене, Hokutopia International Music Festival в Токио, International festival of baroque opera Beaune в Бургундии, Regensburg Festival, Styriarte Festival в Граце… Из ансамблей, специализирующихся на музыке эпохи барокко, она постоянно сотрудничает с Academia Bizantina, Capella Cracoviensis, Contrasto Armonico, Ensemble Inégal, L’Arte dell’ Arco, La Venexiana, Le Concert des Nations.
Роберта Мамели сотрудничает с крупными лейблами Naive, Glossa, студиями звукозаписи Pardon, Nibiru, Bongiovanni. Записывается на итальянской ТВ студии RAI-3.
Хотя аудитории Роберта Мамели известна, в первую очередь, как исполнительница камерной музыки эпохи барокко, больше всего её привлекает оперная сцена:

«Опера! Это моя самая большая любовь. Я люблю сцену, я люблю выступать, моя мечта — исполнять больше оперных партий, где я могу показать себя не только как певица, но и как драматическая актриса».
Кроме того, давней привязанностью певицы является джаз. Она настаивает, что импровизационность, свойственная джазу, была характерна и для музыки барокко. Нередко на сольных концертах певицы в сопровождении ансамбля La Venexiana сочинения Генделя и Монтеверди исполняются с участием современных инструментов (например, саксофон), не существовавших в эпоху барокко.

## Награды и достижения
- 2010 год. Сольный диск певицы «Round M: Monteverdi Meets Jazz. Roberta Mameli. La Venexiana» признан платиновым[7].

## Избранная дискография
- 2011. C. Monteverdi. Il ritorno Di Ulisse in patria. La Venexiana. Dir. Claudio Cavina. Glossa: GCD 920920. 3CD. Роберта Мамели исполняет партию Минервы.
- 2011. A. Vivaldi. Il Teuzzone. Le Concert des Nations. Dir. Jordi Savall. Naive: OP 30513. 3CD.
- 2010. F. Cavalli. Artemisia. La Venexiana. Dir. Claudio Cavina. Glossa: GCD 920918. 3CD.
- 2010. Lacrime amorose. D’India, Merula, Sances, Strozzi, Fontei, Caccini e Monteverdi. Roberta Mameli — soprano, Takashi Tsunoda — Liuto e Tiorba. Pardon: TR 6436.
- 2010. Round M: Monteverdi Meets Jazz. Roberta Mameli. La Venexiana. Glossa: GCDP30917. 2010.
- 2009. J. D. Zelenka. Il Diamante. Serenata ZWV177. Ensemble Inégal & Prague Baroque Soloists. Dir. Adam Viktora. Nibiru: NI01512232. 2CD.
- 2009. C. Monteverdi. Il Nerone, ossia L’Incoronazione di Poppea. La Venexiana. Dir. Claudio Cavina. Glossa: GDC 920916. 3CD. Роберта Мамели исполняет партию Нерона.
- 2008. C. Monteverdi. Lamento d’Arianna. Roberta Mameli — soprano. Mutsumi Hatano — mezzosoprano. Takashi Tsunoda — liute, chitarrone, baroque guitar. Pardon: TR6234.
- 2006. C. Monteverdi. Primo & nono libro dei madrigali. Recorded at the Church of San Carlo Modena (Italy), in July 2006. Glossa: GDC 920921.
- 2006. C. Monteverdi. Quinto libro dei madrigali. Recorded at the Church of Beata Vergine al Colletto Roletto (Italy), in May 2006. Glossa: GDC 920925.
- 2006. C. Monteverdi. Ottavo libro dei madrigali. Recorded in Mondovì and Roletto, Italy in November 2004, February 2005 and March 2005. Glossa: GDC 920928. 3CD.